# Rietberg
Rietberg település Németországban, azon belül Észak-Rajna-Vesztfália tartományban. Lakosainak száma 30 461 fő (2023. december 31.). Rietberg Gütersloh, Verl, Lippstadt, Langenberg, Rheda-Wiedenbrück és Delbrück községekkel határos.

## Népesség
A település népességének változása:
| Lakosok száma | 22 421 | 29 432 | 29 466 | 29 564 | 29 919 | 30 461 |
|               | 1975   | 2017   | 2019   | 2021   | 2022   | 2023   |